# Maribski jez
Maribski jez (arabsko سَدّ مَأْرِب, latinizirano: Sadd Ma'rib, ali سُدّ مَأْرِب, Sudd Ma'rib) je sodoben jez, ki blokira vadi ali dolino Adhanah (أَذَنَة, tudi Dhanah ذَنَة) v hribovju Balak v provinci Ma'rib v Jemnu. Sedanji jez je bil zgrajen v 1980-ih in je blizu ruševinam antičnega jezu, ki je bil prvič zgrajen v 8. stoletju pred našim štetjem. Bilo je eno od inženirskih čudes antičnega sveta in osrednji del Sabejskega in Himjaritskega kraljestva okoli Ma'riba.
V Jemnu so tudi drugi pomembni starodavni jezovi, kot so jez Džufajna, jez Khārid, jez Aḑraʾah, jez Mikrān in jez Jathʾān. Zgodovinsko gledano je bil Jemen priznan po veličastnosti svojega starodavnega vodnega inženirstva. Od obale Rdečega morja do meja puščave Prazna četrt so številne ruševine majhnih in velikih jezov iz zemlje in kamna.
Leta 2023 je bil skupaj z drugimi znamenitostmi antičnega Sabskega kraljestva jez Marib dodan na Unescov seznam svetovne dediščine.

## Antični jez
Mesto velikega Maribskega jezu, imenovanega tudi ˁArimski jez (arabsko سَدّ ٱلْعَرِم, sadd al-ˁArim), je gorvodno (jugozahodno) od antičnega mesta Marib, nekoč prestolnice starodavnega kraljestva Saba (morda Šeba). Kraljevina Saba je bila uspešna trgovska država z nadzorom nad potmi kadila in začimb v Arabiji in Abesiniji. Sabejci so zgradili jez, da bi zajel občasno monsunsko deževje, ki pada na bližnje gore in tako namaka zemljo okoli mesto. Nekatera začasna arheološka odkritja kažejo, da so bili preprosti zemeljski jezovi in mreža kanalov zgrajeni že okoli leta 1750 pr. n. št., vendar najbolj zanesljivi podatki datirajo Veliki maribski jez v približno 8. stoletje pr. n. št. Nekateri ga štejejo za enega najčudovitejših inženirskih podvigov v starodavnem svetu.
Srednjeveški arabski geograf Yāqūt al-Ḥamawī ga opisuje takole:
Je med tremi gorami in vse poplavne vode tečejo na eno lokacijo, zato voda odteka le v eno smer; in starodavni so to mesto blokirali s trdimi skalami in svincem. Tam se zbira voda iz izvirov in poplavna voda, ki se zbira za jezom kot morje. Kadarkoli so želeli, so lahko iz nje namakali svoje pridelke, tako da so iz zapornic izpustili toliko vode, ki so jo potrebovali; ko so porabili dovolj, so ponovno zaprli vrata, kakor so želeli.

### Gradnja
Datum prve gradnje jezu v Maribu sega nekje med 1750 in 1700 pr. n. št. Najzgodnejši napis na jezu je tisti, ki je tam postavljen v času gradnje ali popravila delov jezu, ki ga je opravil Yatha' Amar Watar I., sin Yada' El Zariha I., ki je vladal v letih 760–740 pr. n. št. Naslednje popravilo je bilo v času Yada' El Bayina II., ki je vladal v letih 740–720 pred našim štetjem. Prenove sta nato izvedla Dhamar El Zarih I. in Karab El Bayin, ki sta vladala v letih 700–680 pr. n. št. Vsa popravila so bila manjša in so vključevala nujno vzdrževanje, kot je odstranjevanje umazanije ali odpiranje vodotokov ali zamašitev vrzeli. Makrib Samah' El Yanuf II., sin Dhamarja El Watarja II., je dal vklesati svoje ime v dele jezu, da bi označil dokončanje in popravilo jezu.
Jez je bil sestavljen iz nabite zemlje, trikotnega prereza, 580 m dolžine in 4 metre višine. Potekal je med dvema skupinama skal na obeh straneh reke in je bil s skalo povezan s precejšnjim kamnom. Položaj jezu je omogočal preliv in zapore med severnim koncem jezu in pečinami na zahodu. Okoli leta 500 pr. n. št. je bila njegova višina povečana na 7 metrov, gorvodno pobočje (vodna stena) je bilo okrepljeno s pokrovom iz kamnov, namakanje pa je bilo razširjeno tako na južno kot tudi na severno stran.
Po koncu kraljestva Saba je jez okoli leta 115 pr. n. št. padel pod nadzor Ḥimjaritov. Lotili so se nadaljnje rekonstrukcije in ustvarili strukturo visoko 14 metrov z obsežnim vodovodom na severnem in južnem koncu, petimi pretočnimi kanali, dvema z zidakom ojačenima zapornicama, usedalnim ribnikom in 1000-metrskim kanalom do distribucije rezervoar. Ta obsežna dela so bila dejansko dokončana šele leta 325 našega štetja in so omogočila namakanje 100 km².

### Vzdrževanje
Muslimanski zgodovinar al-Isfahani (čigar Anali so bili dokončani leta 961 n. št.) trdi, da se je znameniti zlom jezu zgodil približno štiristo let pred vzponom islama, vendar Yāqūt al-Ḥamawī to pripisuje času abesinske vladavine.
Starodavni južnoarabski viri poročajo, da je približno leta 145 pr. n. št. jez med vojno med ljudstvom Rajdāna in kraljestvom Saba utrpel velik preboj, in to je prav ta prelom, za katerega mnogi učenjaki menijo, da ga je povzročila Sayl al-ˁArim (arabsko سَيْل ٱلْعَرِم, Poplava 'Arima), omenjena v Koranu; omenjeno je tudi v arabskih pregovorih, ki govorijo o rokah Sabe, ki so se takrat ločile. Boji med Rajdānitimi in Sabejci so odložili popravilo jezu, kar je povzročilo uničujoče izgube pridelkov in sadja, veliko število ljudi se je razpršilo v iskanju nove zemlje, ki je sposobna podpirati življenje, zato so sledile ogromne selitve. Še vedno pa je negotovo, ali je prav ta kršitev povzročila 'poplavo ˁArima' ali ne, saj so se nekatere selitve zagotovo zgodile v 2. ali 3. stoletju našega štetja in jih pripisujejo tudi zlomu jezu v Maribu. Na splošno je bil jez dvakrat popravljen tik pred prihodom islama, enkrat ga je popravil Sharḥabīl Yaˁfar bin Abī Karab Yasˁad leta 450 in Abrahah leta 543.ref>The inscription by Abrahah was first published by Eduard Glaser, in the journal Mitteilungen der vorderasiatischen Gesellschaft, Berlin, 1897. pp. 360–488.</ref> Napisi na jezu pojasnjujejo stroške popravila in veliko število vključenih delavcev.
Arheologija Maribskega jezu prikazuje učinke zamuljenja za jezovi v antiki in ukrepe za podaljšanje življenjske dobe rezervoarja. Z istimi težavami z zamuljenjem, kot so se srečali pri starodavnem jezu, so se soočili tudi pri gradnji novega jezu.
Kljub povečanju višine je jez utrpel številne poškodbe (zabeleženi večji incidenti so se zgodili v letih 449, 450, 542 in 548) in vzdrževalna dela so postala vse zahtevnejša; zadnja zabeležena popravila so se zgodila leta 557.

### Končna zrušitev
Lokalne zgodbe poročajo, da je dokončno zlom jezu napovedal kralj po imenu ʿImrān, ki je bil tudi vedeževalec, kasneje pa kraljeva žena. Po legendi naj bi zlom povzročile velike podgane, ki so ga grizle z zobmi in praskale z nohti. Leta 570 ali 575 je bil jez ponovno prevrnjen in tokrat ni bil popravljen. Končno uničenje Maribskega jezu je omenjeno v Koranu (34: 15–17)
لَقَدْ كَانَ لِسَبَإٍ فِي مَسْكَنِهِمْ آيَةٌ ۖ جَنَّتَانِ عَن يَمِينٍ و َشِمَالٍ ۖ كُلُوا مِن رِّزْقِ رَبِّكُمْ وَاشْكُرُوا لَهُ ۚ بَلْدَةٌ طَيِّب َةٌ وَرَبٌّ غَفُورٌ, فَأَعْرَضُوا فَأَرْسَلْنَا عَلَيْهِمْ سَيْلَ الْعَرِم ِ وَبَدَّلْنَاهُم بِجَنَّتَيْهِمْ جَنَّتَيْنِ ذَوَاتَيْ أُكُلٍ خَمْطٍ وَأَثْلٍ وَشَيْءٍ مِّن سِدْرٍ قَلِيلٍ
»Za [pleme] Sabaʾ v njihovem bivališču je bilo znamenje: dve [polji] vrtov na desni in na levi. [Rečeno jim je bilo], »Jejte iz oskrbe svojega Gospodarja in mu bodite hvaležni. Dobro deželo [imaš] in Gospoda, ki odpušča. Vendar so se obrnili stran [zavrnili], zato smo nadnje poslali poplavo jezu in zamenjali smo njuni dve [polji] vrtov z vrtovi grenkega sadja, tamarikov in nekaj redkega lotejevega drevesa.« 

#### Posledice
Posledična okvara namakalnega sistema je povzročila migracijo do 50.000 ljudi iz Jemna na druga območja Arabskega polotoka in celo na Levant.

## Sedanji jez
Nov jez je v 1980-ih zgradilo gradbeno podjetje Doğuş Group Doğuş Construction, blizu lokacije starega, na stroške šejka Zajeda bin Sultana Al Nahjana, pokojnega predsednika ZAE, čigar pleme naj bi se preselilo iz Mariba v njegovo državo, nekje v 17. stoletju ali v 6. stoletju po zrušitvi zgodovinskega jezu. Otvoritvena slovesnost je potekala 20. decembra 1986 v prisotnosti Zajeda in Ajhana Şahenka, ustanovitelja in predsednika skupine Doğuş.
Ljudje v Jemnu in zunaj njega so menili, da ima jez pozitiven učinek na kmetijstvo in gospodarstvo regije Marib in države na splošno.
Novi jez je visok 38 m, dolg 763 m, zgrajen iz zemlje čez Vadi Dhana na 15°23′47″N 45°14′37″E / 15.39639°N 45.24361°E, kar ustvarja skladiščno zmogljivost 398 milijonov kubičnih metrov. Mesto jezu je  3 km gorvodno od ruševin Velikega jezu. Novi jez je bil tako kot stari zasnovan za shranjevanje vode za namakanje ravnic Mariba. Vendar je struga vadi na mestu novega jezu sestavljena iz naplavljenega peska in gramoza, debeline 30–50 m. Pronicanje, ki izvira iz tega jezu, ne ogroža njegove strukture, povzroča pa izgubo vode. Kot način za zajemanje pronicanja se razmišlja o obnovi starodavnega Maribskega jezu kot delujoče strukture ter kot zgodovinskega spomenika in turistične atrakcije. Zaradi kompleksnosti in obsega dela, ki ga vključuje ta projekt, je potrebno sodelovanje več organizacij pod okriljem Unesca s finančnimi prispevki mednarodnih organizacij.
Na novo zgrajeni jezovi v Jemnu, kot sta jez Batis in Marib, se uporabljajo za zbiranje vode za prebivalstvo. Časopis je julija 2010 zapisal: »Nivo vode v jezu Marib se je dvignil na 45 milijonov kubičnih metrov zaradi močnega deževja na različnih območjih Jemna v zadnjih dveh dneh. Podsekretar guvernerja Marib, Ali Muhamed al-Fatimid, je bil v torek obveščen o količini vode, ki teče v jez, ter o vzdrževanju drenažnih kanalov in podsistemov. Namestnik direktorja projekta Marib Dam, inženir Ahmed al-Arifi, je povedal, da je nivo vode v jezu v torek narasla na 45 milijonov kubičnih metrov, medtem ko se je vodostaj aprila lani povzpel na 100 milijonov kubičnih metrov. V dolini Ubaida so za tri mesece odprli zapornico glavnega kanala za podzemno vodo, kjer so količino pritekle vode znašala 80 milijonov kubičnih metrov.«
Jez je bil poškodovan v zračnem napadu leta 2015. Jemenski uradniki so povedali, da so za zračni napad odgovorne koalicijske sile Saudove Arabije.